# George Romanes

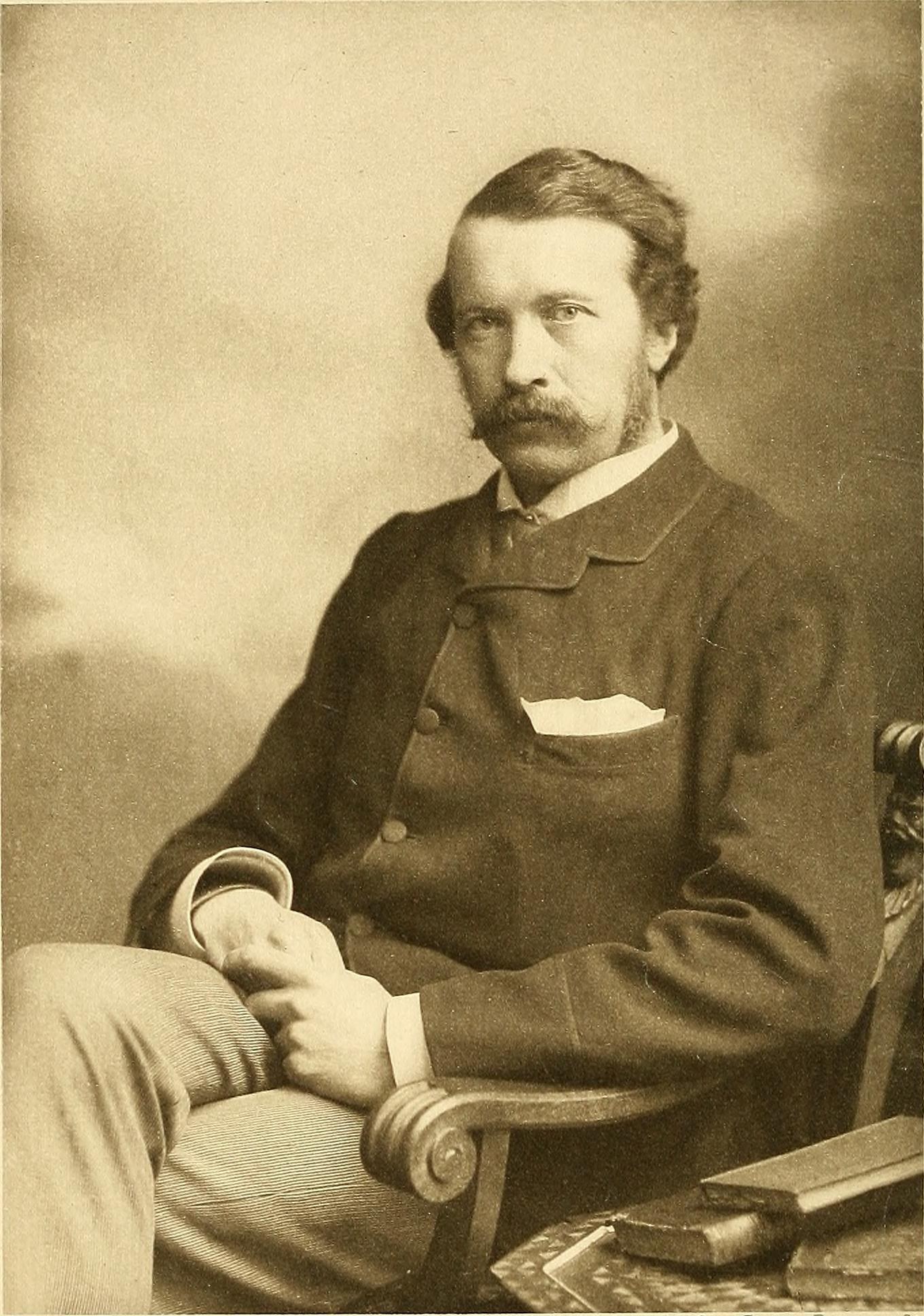
George John Romanes

George John Romanes (* 19. Mai 1848 in Kingston, Ontario, Kanada; † 23. Mai 1894) war ein britischer Evolutionsbiologie. Er legte den Grundstein für die Tierpsychologie und sagte Ähnlichkeiten zwischen den kognitiven Prozessen bei Menschen und Tieren voraus, schrieb Tieren jedoch auch in weit stärkerem Maß menschliche Eigenschaften zu als dies wissenschaftlich gesichert war (Anthropomorphismus).
Er war der jüngste von Charles Darwins akademischen Freunden. Seine Sicht auf die Evolution hat historische Bedeutung. Romanes führte den Begriff Neodarwinismus ein, der heute noch genutzt wird, um eine neuere Form des Darwinismus zu bezeichnen. Sein früher Tod stellte einen Verlust für die britische Evolutionsbiologie dar. Innerhalb von sechs Jahren wurden die mendelschen Arbeiten wiederentdeckt und neue Ansichten zur Debatte gestellt.

## Leben
Romanes wurde als dritter Sohn eines schottischen, presbyterianischen Pfarrers geboren. Als er zwei Jahre alt war, kehrte seine Familie nach England zurück, wo er den Rest seines Lebens verbrachte. Wie viele englische Naturforscher war er kurz davor, Theologie zu studieren, entschied sich dann aber doch zu einem Studium der Medizin und Physiologie an der Cambridge University. Obwohl er aus einem gebildeten Elternhaus stammte, war seine schulische Ausbildung wechselhaft. Mit nur mäßigen Vorkenntnissen betrat er die Universität. 1871 beendete er als Bachelor of Arts sein Studium am Gonville and Caius College, wo ihm heute mit einem Buntglasfenster in der Kapelle gedacht wird.
In Cambridge wurde Charles Darwin auf Romanes aufmerksam. „Wie glücklich ich bin, dass du so jung bist“, sagte Darwin damals. Bis zu dessen Tod blieben sie Freunde. Geleitet von Michael Forster führte Romanes seine Arbeit über wirbellose Tiere an der University College London fort. Für seine Arbeit über das Nervensystem der Medusen wurde ihm die Mitgliedschaft der Royal Society in London verliehen. Romanes eröffnete die Reihe der alljährlichen öffentlichen Vorträge im Sheldonian Theatre in Oxford, die ihm zu Ehren seither „Romanes Lecture“ heißen.
Als junger Mann war Romanes noch gläubiger Christ, aber in einem Manuskript, das bis zu seinem Lebensende unvollendet blieb, erklärte er, dass die Evolutionstheorie und der Einfluss durch seinen Freund Darwin ihn dazu gebracht hätten, die Religion zu verlassen. Er fand aber von der atheistischen Verneinung alles Gottesglaubens zum entschiedenen Eintreten für das gute Recht des Glaubens zurück.

## Romanes' Arbeiten zur Evolution
Romanes griff das Thema Evolution oft auf. Zwar unterstützte er Darwins Ansichten und die Funktion der natürlichen Auslese, doch machte er drei Probleme der darwinschen Lehre aus:
1. Den Unterschied zwischen natürlichen Spezies und domestizierten Varianten in Hinsicht auf Fruchtbarkeit.
2. Strukturen, die verwandte Arten unterscheiden, ohne zweckmäßige Beweiskraft.
3. Den verdrängenden Einfluss, der auf die Spezies wirkt, die aus einer anfänglichen Spezies entstanden sind.

Romanes zeigte außerdem auf, dass Darwin letztendlich nicht erklärt hatte, wie neue Spezies entstehen, trotz des Titels The Origin of Species. Offenbar konnte die natürliche Auslese zu Anpassung führen, aber wie kam es zur eigentlichen Entstehung neuer Spezies?
Romanes eigene Lösung hierzu war die physiologische Auslese. Seine Idee war, dass die unterschiedliche Fähigkeit, sich fortzupflanzen, hauptsächlich dadurch entsteht, die Reinerbigkeit der Eltern zu vermeiden. Das sei die entscheidende Kraft, die die Entstehung neuer Arten bewirkt. Die mehrheitliche Ansicht damals und heute war, dass geografische Isolation die Kraft ist, die neue Spezies entstehen lässt, da kein Genfluss mehr zwischen räumlich voneinander getrennten Spezies stattfinden kann.

## Werke (Auswahl)
- The scientific evidences of organic evolution. 1877
- Candid examination of theism. 1878 (veröffentlicht als Physicus)
- Animal Intelligence. 1881
- Mental evolution in animals, with a posthumous essay on instinct by Charles Darwin. 1883
- Jelly-fish, star-fish and sea urchins, being a research on primitive nervous systems. 1885
- Physiological selection: an additional suggestion on the Origin of Species. 1886
- Die geistige Entwicklung im Tierreich. Darwinistische Schriften, Zweite Folge, Band V, Ernst Günther, Leipzig 1887 (Archive)
- Mental evolution in Man. 1888
- Aristotle as a naturalist. 1891
- Darwin, and after Darwin. 3 Bände, 1892–1897
  - Band I The Darwinian theory. 1892
  - Band II Post-Darwinian questions: heredity and utility. 1895
  - Band III Post-Darwinian questions: Isolation and physiological selection. 1897
- An examination of Weismannism. 1893
- Essays. 1897
- Thoughts on Religion. 1904 (posthum)